# 红星新闻
红星新闻是一家中華人民共和國的网络媒體，由成都传媒集团創辦於2017年1月9日，是成都當局重点支持和打造的新聞媒體。在2016年8月24日以紅星新聞名義開設微信公眾號，两日后更名为成都商报新闻中心，2017年2月7日认证为红星新闻。此外红星新闻還入駐新浪微博和今日头条以及内嵌于成都商报客户端中。2018年11月1日，成都商报客户端更名为红星新闻客户端。截至2018年7月，红星新闻在三大平台(今日头条、腾讯及百家号)月均总阅读量達3亿以上。2018年8月19日，紅星新聞開設內容平台「紅星號」，允許黨政機關、企業機構、專家學者和自媒體等入駐。

## 另見
- 成都商報

## 外部鏈接
- 红星新闻官方网站
- 红星新闻的新浪微博